# Clastoptera semivitrea
Clastoptera semivitrea är en insektsart som beskrevs av Fowler 1898. Clastoptera semivitrea ingår i släktet Clastoptera och familjen Clastopteridae. Inga underarter finns listade i Catalogue of Life.